# Foción Mariátegui
Foción A. Mariátegui Ausejo, (Lima, 19 de febrero de 1885 - Magdalena, 20 de enero de 1961) fue un político peruano. Pariente y partidario del presidente Augusto B. Leguía, fue presidente de la Cámara de Diputados (1923-1925 y 1928-1930).

## Biografía
Fue hijo del general Foción Mariátegui y Palacio, y de Lucila Ausejo Zuloaga, y nieto del prócer Francisco Javier Mariátegui y Tellería. Estaba también emparentado con la familia Swayne, a la que pertenecía la esposa de Leguía. Otro pariente suyo era el escritor José Carlos Mariátegui (sobrino en segundo grado). 
Se dedicó a los negocios, destacando como promotor de la hípica. Fue esta afición lo que le llevó a frecuentar con José Carlos Mariátegui, quien era por entonces codirector del semanario hípico El Turf (década de 1910). Al respecto, hay que señalar que José Carlos no conoció a su padre (quien lo abandonó a temprana edad), ni tampoco intentó averiguar sobre los exactos vínculos sanguíneos que le unían con el resto de los Mariátegui. Lo único claro era que pertenecían todos a un antepasado común. Foción describió a José Carlos como un joven altanero y presuntuoso, que en las conversaciones de mesa se orientaba hacia temas serios, haciendo citas y alusiones eruditas.
Partidario de Augusto B. Leguía, en 1919 fue elegido diputado por la provincia de Tahuamanu, del recién creado departamento de Madre de Dios, y pasó a integrar la Asamblea Nacional (Congreso Constituyente), que dio la Constitución de 1920.
Su espíritu conciliador le ganó muchas simpatías, tanto de gobiernistas como de opositores. Fue reelegido sucesivamente como diputado en el Congreso Ordinario que funcionó durante el gobierno presidido por Augusto B. Leguía, régimen conocido con el nombre de Oncenio, por haber durado once años (1919-1930).  Paralelamente, entre 1924 y 1930 también fue senador por Huancavelica. Fue segundo vicepresidente (1921), primer vicepresidente (1922) y presidente de la Cámara de Diputados (1923-1925 y 1928-1930), mientras que Roberto Leguía, hermano del presidente, presidía el Senado. Este Congreso se limitaba a ratificar las decisiones del Ejecutivo, entre ellas la cuestionable aprobación del Tratado Salomón-Lozano. De otro lado, durante su gestión se emprendió la construcción del Palacio Legislativo.
Convertido en un personaje destacado del Oncenio, Foción ejerció influencia en las decisiones de Leguía. Fue él quien, precisamente, intercedió ante el presidente para nombrar a José Carlos Mariátegui como agente propagandista del gobierno en Europa. Fue así como el escritor pudo realizar su célebre periplo por el Viejo Mundo, que tanta importancia tendría en su desarrollo como intelectual (1919-1923). 
Tuvo un hijo con Isolina Ortiz, llamado Carlos Santos Mariategui Ortiz, el cual nació en Lima el 1 de noviembre de 1907 y falleció el 5 de septiembre de 1983. 
Tras la caída de Leguía en 1930, Roción se retiró de la política. Falleció soltero en la madrugada del 20 de enero de 1961 a los 75 años después de un coma hepático en el distrito limeño de Magdalena.